# Paul Hyades
Paul Daniel Jules Hyades (Marseille, 15 janvier 1847 - Paris, 5 décembre 1919) est un médecin et explorateur français, cheville ouvrière de la Mission scientifique française du cap Horn en 1882-1883. 

## Biographie
Après plusieurs conférences internationales, il est décidé en 1880 par les pays européens de l'établissement de quatorze stations polaires pour étudier durant une année entière les phénomènes magnétiques et météorologiques de la planète. Les deux stations antarctiques sont confiées, l'une, à l'Allemagne, en Géorgie du Sud, l'autre, à la France, au cap Horn. 
Patronnée par les ministères de la Marine et de l'instruction publique, placée sous le contrôle scientifique du Muséum d'histoire naturelle et de l'Académie des sciences, la mission française devra aussi se charger des observations météorologiques, géologiques, botaniques, zoologiques et ethnographiques. 
La Romanche, commandée par Louis-Ferdinand Martial dépose ainsi le docteur Hyades et quatre compagnons sur l'île Hoste au sud de la Terre de Feu, en baie Orange. Hyades établit une base confortable composée d'un petit observatoire-laboratoire. De septembre 1882 à septembre 1883, de nombreuses études sont menées ainsi que des excursions dans l'île Hoste. En baleinière, les hommes explorent les baies Packsaddle, Tékinika et de Ponsonby Sound (février 1883) et en mars escaladent la chaîne des Sentry-Boxes. 
Ils traversent le canal Beagle et rendent visite à la mission protestante qui a été fondée en 1869 par les Anglais à Ushuaïa et font durant leurs périples d'importantes recherches sur la flore et la faune, remarquant la pauvreté de la faune terrestre et d'eau douce à l'inverse de celle marine et aérienne. 
Ils observent aussi les Fuégiens, Yagans et Onas et sont repris par La Romanche en septembre 1883. Pendant le voyage est découvert la fosse marine qui porte le nom du navire. Ils sont de retour à Cherbourg le 11 novembre 1883. 
En raison de la mort prématuré du capitaine Martial en 1885, c'est Paul Hyades qui coordonne au retour la publication des résultats scientifiques du voyage. 
Devenu médecin général de la Marine, il est directeur du Service de santé de la Marine de 1907 à 1912 et reprend du service pendant la Première Guerre mondiale menant diverses missions pour le ministère de la Guerre. 
Il est mort à Paris au 66 rue des Plantes, bien que domicilié au 11 Avenue du Père-Lachaise. 
Enfant abandonné à la naissance, né de parents inconnus, reconnu de sexe masculin par les témoins Pierre Béranger, journaliste, Joseph Martin, dentiste et Béatrix Martin, sage-femme qui a fait l'accouchement, Paul Hyades incarne une des rares réussites d'un enfant orphelin au XIXe siècle.

## Travaux
- Observations sur le système dentaire des Fuégiens, 1884
- Une année au cap Horn, Le Tour du monde, vol.1, 1885, p. 385-416
- La chasse et la pêche chez les Fuégiens de l'archipel du cap Horn, Revue d'ethnographie, 1886
- Mission scientifique du cap Horn (1882-1883)
  - I : Histoire du voyage (1886)
  - II : Météorologie (1885)
  - III : Magnétisme terrestre (1886)
  - IV : Géologie (1887)
  - V : Botanique (1889)
  - VI : Zoologie (1888-1889)
  - VII : Anthropologie-ethnographie (1891)

## Récompenses et distinctions
- Chevalier (18 décembre 1883) puis Officier de la Légion d'honneur (12 décembre 1897[3])